# نصرالدین کراوش
نصرالدین کراوش (عربی: نصر الدين كراوش؛ زادهٔ ۲۷ اوت ۱۹۷۹) بازیکن فوتبال اهل فرانسه بود.
از باشگاه‌هایی که در آن بازی کرده‌است می‌توان به باشگاه فوتبال متس، باشگاه فوتبال خنت، و باشگاه فوتبال رویال شارلوا اشاره کرد.
وی همچنین در تیم ملی فوتبال الجزایر بازی کرده‌است.